# Georges Ier de Bade
Pour les articles homonymes, voir Georges Ier.
Georges Ier de Bade, né en 1433 et mort le 11 octobre 1484 à Moyen, fut évêque de Metz et margrave de Bade.
Petit-fils du duc Charles II de Lorraine, Georges de Bade succéda en 1459 à Conrad II Bayer de Boppard à l’évêché de Metz. 
Capturé en 1462 par Frédéric Ier du Palatinat, au cours de la bataille de Seckenheim, avec son frère, le margrave de Bade Charles Ier et Ulrich V de Wurtemberg. Il n’a jamais été sacré par le Pape.

## Biographie
Quatrième fils du margrave Jacques Ier de Bade et de Catherine de Lorraine (1407-1439), il entre dans les ordres le 28 novembre 1445, à Bade.  En 1451, il reçoit le comté de son père. De 1452 à 1456, il étudie à  Erfurt, à Pavie, puis à Cologne. 
Le 5 octobre 1456, il devient coadjuteur de l’évêque de Metz Conrad II Bayer de Boppard. Le 20 avril 1459, à la mort de ce dernier, il prend possession de l’évêché. Il n’entre à Metz qu’en 1461, accompagné de 700 cavaliers dont son frère Jean II de Bade, archevêque de Trèves, le comte de Nassau et le grand maréchal de Lorraine, Jean de Fenétrange. 
Prince temporel, le 30 juin 1462, il participe à la bataille de Seckenheim, au côté du margrave de Bade Charles Ier, et Ulrich V de Wurtemberg. Les trois souverains sont capturés par Frédéric Ier du Palatinat. 
Georges de Bade est libéré contre une lourde rançon. Alors que plusieurs patriciens messins avaient refusé de participer à la croisade proclamée par le pape Pie II contre Thierry d'Isembourg, et avaient été excommuniés, Georges de Bade plaida leur cause auprès du Pape. En signe de reconnaissance, les magistrats messins prêtèrent leurs troupes à l'évêque pour reconquérir les places fortes prises par le roi de France Charles VII et le duc René Ier de Bar lors de la guerre de 1444. Mais Épinal resta aux mains des Lorrains en 1466, moyennant une compensation financière. 
En 1473, la ville de Metz et le duché de Lorraine se réconcilient après la Diète d'Augsbourg. Mais dès le 29 septembre 1473, l’évêque de Metz s’allie avec Charles le téméraire. Un traité de paix est signé le 28 avril 1474 entre le duché de Lorraine et la ville de Metz. 
Deux ans plus tard, Georges de Bade arrange le mariage de l’empereur Maximilien d’Autriche et de Marie de Bourgogne, permettant à celui-ci d’hériter des provinces de Belgique et du duché de Luxembourg. 
En 1481, il réunit le synode de Metz qui décide des réformes dans le clergé séculier et le clergé régulier de son évêché. Preuve d’un certain relâchement des mœurs dans les ordres monastiques en Lorraine à cette époque, ces décrets interdisent notamment aux ecclésiastiques d’avoir des femmes dans leur monastère, des maisons particulières en dehors, ou encore des chiens de chasse et des faucons. 
En 1481 et 1482, il favorise l’installation de nouveaux établissements religieux à Metz, Château-Salins et à la Chapelle-aux-Bois. 
Georges de Bade meurt en 1484 à Moyen et repose depuis à la cathédrale de Metz.

## Sources
- Claude Philippe de Viville, Dictionnaire du département de la Moselle : contenant une histoire abrégée des anciens rois de Metz, Antoine, 1817, p. 360-362.
- Erwin Gatz, Die Bischöfe des Heiligen Römischen Reiches 1448-1648. Ein biographisches Lexikon, Berlin, 1996, p. 219-220.